# 非常了不起
《非常了不起》（臺羅：[Hui-siông Liáu-put-khí] 错误：{{Lang}}：無法辨識語言標籤 zh-min-nan（帮助））是公視台語台兒童節目，釜鈺傳播（FU娛樂）製作，2022年3月7日至8月16日於每星期一至星期三下午5時半至6點播出。主持人是蔡昌憲與米可白，是米可白睽違十年再次主持兒童節目；另有兩名助理主持人「紅記記」（[Âng-kì-kì] 错误：{{Lang}}：無法辨識語言標籤 zh-min-nan（帮助））邱立縈、「白鑠鑠」（[Pe̍h-siak-siak] 错误：{{Lang}}：無法辨識語言標籤 zh-min-nan（帮助））呂世偉。節目口號是「《非常了不起》，歡喜學台語」（[Hui-siông Liáu-put-khí, huann-hí o̍h Tâi-gí] 错误：{{Lang}}：無法辨識語言標籤 zh-min-nan（帮助））。

## 概要
節目以古埃及風為主題。由蔡昌憲飾演「智慧之神」（[Tì-huī tsi Sîn] 错误：{{Lang}}：無法辨識語言標籤 zh-min-nan（帮助）），米可白飾演探險隊的「米米隊長」（[Bí-bí Tuī-tiúnn] 错误：{{Lang}}：無法辨識語言標籤 zh-min-nan（帮助））。另外有助理主持人邱立縈飾演紅精靈「紅記記」（[Âng-kì-kì] 错误：{{Lang}}：無法辨識語言標籤 zh-min-nan（帮助）），呂世偉飾演白精靈「白鑠鑠」（[Pe̍h-siak-siak] 错误：{{Lang}}：無法辨識語言標籤 zh-min-nan（帮助））。每集節目邀請四位參賽者進行遊戲闖關，參賽者須盡可能地取得金幣「金箍箍」（[kim-khoo-khoo] 错误：{{Lang}}：無法辨識語言標籤 zh-min-nan（帮助）），以獲得爭取最後抽獎的機會。

## 遊戲
下列列出節目出現過的遊戲名稱與規則。

### 第一季

#### 叫阮的名 (第一季)
〈叫阮的名〉（[Kiò Guán--ê Miâ] 错误：{{Lang}}：無法辨識語言標籤 zh-min-nan（帮助））是由四名參賽者以接力的方式，以漁網接「米米隊長」丟出的「魚」道具的遊戲環節。當參賽者「撈」到「魚」後，參賽者前方的螢幕顯示著題目，參賽者則必須按照題目說出正確答案。若答對即可得分；包括發音錯誤、少讀，或者未作答均屬「答錯」部分，「米米隊長」則必須接受被噴乾冰的懲罰。未「撈」到「魚」者則換下一名參賽者繼續，直至時間到為止。
題目的呈現，以圖片、台羅拼音，以及教育部推薦字為三種分類。根據該集的主題，搭配有關的詞彙為題目。參賽者作答時，必須以閩南語說出該題目的詞彙。舉例說明，若該集的主題為交通運輸，參賽者看到了平交道的圖案，則他必須說出「[pîng-kau-tō] 错误：{{Lang}}：無法辨識語言標籤 zh-min-nan（帮助）」。
參賽者的成績則是按照答對題數為主，並非「撈」到的「魚」的數，而換算成對應的「金箍箍」數。

#### 台語上輾轉
〈台語上輾轉〉（[Tâi-gí Siōng Liàn-tńg] 错误：{{Lang}}：無法辨識語言標籤 zh-min-nan（帮助））是由一名參賽者翻牌、另一名「拆」木乃伊道具，以及兩名參賽者站在「旋轉烤肉架」上進行猜題的遊戲環節。拆木乃伊的參賽者將繃帶拆下後，則能顯示出該物品的名稱。而在「選轉烤肉架」上的兩名參賽者，就要以提示方式，告知翻牌者應該選擇哪一個答案，並且將其翻牌而當作答案，且盡可能地不要落到「烤肉架」的下方，可說是很考驗參賽者體力的遊戲。題目數共五道，每道題目均為三選一選擇題。
在「旋轉烤肉架」上的參賽者不能直接說出答案的字，否則「烤肉架」的旋轉速度則會加速，當作是給參賽者的「懲罰」。例如題目是「蘋果」（[phōng-kó] 错误：{{Lang}}：無法辨識語言標籤 zh-min-nan（帮助）），但參賽者給予提示時，無論是否有意還是無意說出了「這是水果」（[Tse sī tsuí-kó] 错误：{{Lang}}：無法辨識語言標籤 zh-min-nan（帮助）），此句中的「果」（[kó] 错误：{{Lang}}：無法辨識語言標籤 zh-min-nan（帮助））就與題目的「果」（[kó] 错误：{{Lang}}：無法辨識語言標籤 zh-min-nan（帮助））相同；此時在「旋轉烤肉架」上的參賽者，就會受到「選轉烤肉架」加速的「懲罰」，直至該遊戲結束或提前落下至「旋轉烤肉架」下方為止。無論旋轉速度為快或慢，如果「烤肉架」上的其中一名參賽者落下，則該名參賽者失去給予翻牌者提示的機會，但尚未落下者仍必須繼續持續給予翻牌者提示。但在五題題目尚未全部作答之前，兩名在「旋轉烤肉架」上的參賽者均落下，則遊戲提前結束。
「金箍箍」的給予，同樣也是根據該組參賽者答對的題目數作對應。

#### 選你無毋著 (第一季)
〈選你無毋著〉（[Suán Lí Bô M̄-tio̍h] 错误：{{Lang}}：無法辨識語言標籤 zh-min-nan（帮助））是由四名參賽者坐在道具車上共同答題的遊戲環節。在影片題目出現後，由飾演紅精靈「紅記記」與白精靈「白鑠鑠」的兩名助理主持人說出自己可能的答案，並由參賽者選出一個答案。如果答對，則可免於「失去」參賽者的處罰，否則一次答錯的答案將「失去」兩名參賽者，意味著這將減少參賽者共同討論的機會。
「金箍箍」的給予，也是看參賽者答對的題目數而定。

#### 愛講才會贏
〈愛講才會贏〉（[Ài kóng tsiah ē iânn] 错误：{{Lang}}：無法辨識語言標籤 zh-min-nan（帮助））是參賽隊員與「米米隊長」通力合作，與「智慧之神」捉對廝殺的遊戲環節，分兩部分進行。
第一部分是兩名隊員與「米米隊長」通力合作答題。在限定時間內，「米米隊長」與兩名參賽者共同說出符合題目條件的答案。根據答對數量，決定是否可以獲得半枚「金箍箍」。
第二部分則是由兩名隊員與「智慧之神」進行對抗，由兩名參賽者與「智慧之神」共同較量，說出符合題目條件的答案。直到「智慧之神」說不出符合條件的答案，即算參賽隊伍獲勝，即可獲得半枚「金箍箍」，否則算失敗，無法獲得此半枚「金箍箍」。

#### 好空鬥相報
〈好空鬥相報〉（[Hó-khang Tàu Sio-pò] 错误：{{Lang}}：無法辨識語言標籤 zh-min-nan（帮助））是由一名參賽者負責投球，一名參賽者負責報題目，其餘兩人負責運輸球，把球送至對應正確答案的洞內的遊戲。此環節共有三題，先由投球者將球投入洞穴內，要是球進了洞，則會出現對應題目。此時報題者就必須以台語說出題目，讓兩名運球者將球送入指定且對應答案的洞穴內。無論選擇答案的洞穴是對或是錯，環節的計時是照常的。按照遊戲進行，直至時間到或三題作答完成為止。
「金箍箍」的獲得，是根據答對題目的數量而定。

#### 選寶藏
本環節「選寶藏」（[Suán Pó-tsōng] 错误：{{Lang}}：無法辨識語言標籤 zh-min-nan（帮助））無正式的名稱，是根據參賽者累積的「金箍箍」數進行「選寶藏」的遊戲環節。在代表四個臺灣動物的寶箱內，只有一個寶箱有獎品。四個台灣動物分別是「梅花鹿」（[muî-hue-lo̍k] 错误：{{Lang}}：無法辨識語言標籤 zh-min-nan（帮助））、「長尾山娘」（[tn̂g-bué-suann-niû] 错误：{{Lang}}：無法辨識語言標籤 zh-min-nan（帮助），即台灣藍鵲）、「石虎」（[tsio̍h-hóo] 错误：{{Lang}}：無法辨識語言標籤 zh-min-nan（帮助）），以及「鯪鯉」（[lâ-lí] 错误：{{Lang}}：無法辨識語言標籤 zh-min-nan（帮助），即穿山甲）。每集節目的獎品位置不見得是相同的，純屬運氣。只要參賽者共同選到了有獎品的寶箱，即可獲得該集獎品。如寶箱內無物品，則表示參賽者選錯寶箱，無法獲得獎品。
每集獎品均不同，視製作單位與贊助商協議的內容而定。
若參賽者用盡全部的「金箍箍」後，仍無法獲得寶藏者，僅能獲得《非常了不起》的紀念幣。

### 第二季

#### 叫阮的名 (第二季)
同第一季玩法，但新增俚語填空。舉例說明：例如題目出現「紅媠，烏？？」（[Âng suí, oo ??] 错误：{{Lang}}：無法辨識語言標籤 zh-min（帮助），意思是「紅色美麗，黑色怎麼樣」），參賽者則要說出「大範」（[tuā-pān] 错误：{{Lang}}：無法辨識語言標籤 zh-min（帮助），意思是「大方」）這個詞。正因為包括俚語，第二季節目則不按照分類出題。

#### 選你無毋著 (第二季)
同第一季玩法，但影片包括外景主持人，並由外景主持人出題。出題後，同樣也是由飾演紅精靈「紅記記」與白精靈「白鑠鑠」的兩名助理主持人說出自己可能的答案，並由參賽者選出一個答案。

## 另見
- DERO密室遊戲大脫逃
- TORE全力大挑戰
- 瘋狂的麥咭
- 尼克國際兒童頻道兒童節目神秘的古廟

## 外部連結
- 《非常了不起》於公視台語台的歷屆節目內容 （页面存档备份，存于）
- 非常了不起的Facebook專頁

| 公視台語台 星期一至三17:00～17:30               | 公視台語台 星期一至三17:00～17:30                                       | 公視台語台 星期一至三17:00～17:30 |
| ----------------------------------------------- | ----------------------------------------------------------------------- | --------------------------------- |
|                                                 | 非常了不起（Hui-siông Liáu-put-khí） （2022年三月7日 - 2022年八月16日） |                                   |
| 旺來西瓜仙拚仙（2021年八月6日 - 2022年三月2日） | —                                                                       |                                   |